# On the Road to Philadelphia
On the Road to Philadelphia es un álbum de la banda de rock británica Dire Straits. El disco no oficial del grupo, fue grabado en vivo en el verano de 1979 y publicado el 6 de marzo por la compañía Flying Horses.

## Historia
Fue grabado en vivo en el Tower Thearter, en Filadelfia, el 11 de enero de 1979. Luego fue mezclado en la estación Muscle Shoals Sound de Sheffield, Alabama y emitido en la I.O.K. Radio Station.
Gran parte del disco incluye el material del primer disco exceptuando Setting me Up, What's The Matter Baby sería editada oficialmente en el disco en vivo Live at the BBC de 1995 y Eastbound Train fue editado a finales de 2015 en un disco recopilatorio. El material fue editado en varios discos por diferentes discográficas en Italia y Alemania en 1979 e inicios de los años '90.

## Lista de canciones
Todas las canciones escritas y compuestas por Mark Knopfler. 
| Lado A |                          |          |  |
| N.º    | Título                   | Duración |  |
| 1.     | «Down to the Waterline»  | 4:03     |  |
| 2.     | «Six Blade Knife»        | 4:09     |  |
| 3.     | «Water of Love»          | 5:25     |  |
| 4.     | «In the Gallery»         | 5:27     |  |
| 5.     | «What's the Matter Baby» | 2:43     |  |

| Lado B |                    |          |  |
| N.º    | Título             | Duración |  |
| 1.     | «Lions»            | 5:23     |  |
| 2.     | «Sultans of Swing» | 5:42     |  |
| 3.     | «Wild West End»    | 4:37     |  |
| 4.     | «Eastbound Train»  | 3:35     |  |
| 5.     | «Southbound Again» | 4:30     |  |
| 45:34  |                    |          |  |

## Créditos
- Mark Knopfler: Voz y guitarra líder
- David Knopfler: Guitarra rítmica
- John Illsley: Bajo y voz
- Pick Withers: Batería
- Jack Nuber: Ingeniería
- Gregg Hamm: Mezclado